# Керимли, Теймур Гашим оглы
Керимли, Теймур Гашим оглы (род. 2 октября 1953, Нургуд, Нахичеванская АССР) — действительный член Национальной академии наук Азербайджана (2014), доктор филологических наук, академик. В настоящее время директор Института рукописей НАН Азербайджана.

## Биография[3]
- Теймур Керимли родился 2 октября 1953 года в селе Нургуд Ордубадского района Нахчыванской Автономной Республики Азербайджанской ССР.
- В 1970 году окончил среднюю школу с золотой медалью.
- В 1975 году с отличием окончил филологический факультет Азербайджанского государственного университета и в том же году стал преподавателем в средней школе Кельбаджарского района.
- В 1977—1980 годах учился в аспирантуре Института литературы имени Низами.
- В 1983 году защитил кандидатскую диссертацию на тему «Романтическое восприятие истории у Низами (по поэме „Семь красавиц“)».
- В 2004 году защитил докторскую диссертацию на тему «Историческая личность и историческое событие как контекст и содействие идейно-эстетической мысли в творчестве Низами».

## Деятельность
- 1990—2000 гг. — главный редактор издательства «Элм».
- 2002 г. — директор по научной работе Института литературы.
- С 2006 г. — член Союза писателей Азербайджана.
- 2007 г. — член-корреспондент НАНА, отделения гуманитарных и социальных наук.
- 2012—2013 гг. — исполняющий обязанности директора Института литературы имени Низами.
- С 2014 г. — Действительный член НАН Азербайджана, директор Института рукописей НАН Азербайджана и ученый секретарь Отделения гуманитарных наук Академии наук Азербайджана.

   
Отмечается , что
Его фундаментальные монографии «Наш современник Насими» (2019), «Низами и история» (2021), «Гейдар Алиев и классическое наследие» (2023) являются глубинными исследованиями с совершенно новыми подходами к средневековому наследию; они, безусловно, внесли ценный вклад в изучение классической литературы.
В 2023 году к 70-летию учёного Национальная библиотека Азербайджана подготовила виртуальную выставку под названием «Академик Теймур Керимли», в которой представлена биография и основные этапы его научной деятельности.
В 2023 году за заслуги в развитии литературоведческой науки в Азербайджане Теймур Керимли награжден орденом «Шохрат».

### Общественная деятельность
- Председатель Научного совета Института рукописей НАН Азербайджана
- Член Международного общества Низами Гянджеви

## Основные научные достижения
- Изучение и представление на современнoм научном уровне общечеловеческих ценностей азербайджанской классической литературы.
- Выявление ряда новых особенностей в творчестве Азербайджанского поэта Низами.

## Премии и награды
- Лауреат Государственной премии Азербайджана
- Почетная премия Президиума НАНА
- Медаль Грибоедова Московской городской организации Союза писателей России
- Медаль «100-летие Азербайджанской Демократической Республики»
- Юбилейная медаль «100-летие Бакинского Государственного Университета (1919—2019)».
- Юбилейная медаль КазНУ им. Аль-Фараби.
- Медаль «Иво Андрич» Королевской академии Сербии[7]
- Международная премия Махмуда Кашгари
- Орден «Слава»
- Медаль «100-летие Гейдара Алиева (1923—2023)»[8]

## Книги
- Nizami və tarix. Bakı, Elm, 2002
- Görünməyən Füzuli. Bakı, Elm, 2003
- Akademik Akif Əlizadə: İstedadla enerjinin harmoniyası. Bakı, Nafta-Press, 2004
- Ədəbiyyat: Ümumtəhsil məktəblərinin 10-cu sinif üçün dərslik. Bakı, Çaşıoğlu, 2007
- Şərqin qapısından dünyaya. Bakı, Çaşıoğlu, 2009
- Ədəbiyyat: Ümumtəhsil məktəblərinin 10-cu sinif üçün dərslik.
- Bakı, Çaşıoğlu, 2009.
- Gözəllərin axıra qalmışı. Bakı, Çaşıoğlu, 2010.
- Hicran ömrü. Bakı, Çaşıoğlu, 2010.
- Ədəbiyyat. Ümumtəhsil məktəblərinin 10-cu sinif üçün dərslik. Bakı, Çaşıoğlu, [Azərbaycan Respublikası Təhsil Nazirliyi], 2012.
- Teymur Kərimli: Akademik Əhməd Mahmudov. Bakı, İndiqo, 2013.
- Akademik Mirzə İbrahimov. Bakı, Elm, 2015
- Teymur Kərimli. Çağdaşımız Nəsimi. Bakı, Elm və təhsil, 2019.
- Teymur Kərimli: Nizami və tarix, monoqrafiya. Bakı, Elm, 2021
- Teymur Kərimli. Şuşanamə, Şuşa ilinə. Bakı, Elm və təhsil, 2022.
- Teymur Kərimli. Heydər Əliyev və klassik irs. Bakı. Elm və təhsil, 2023.
- Керимли Т. Академик Ахмед Махмудов. Баку, 2013.